# Keisa Monterola
Keisa Monterola (née le 26 février 1988 à Caracas) est une athlète vénézuélienne spécialiste du saut à la perche. 

## Biographie
En 2005, Keisa Monterola remporte la médaille d'argent aux Championnats du monde jeunesse, derrière la Grecque Ekateríni Stefanídi. Il s'agit de la première médaille pour le Venezuela dans des championnats du monde.
En décembre 2011, elle bat son record personnel en salle, en franchissant 4,25 m lors d'une compétition universitaire américaine.

### Palmarès
| Date | Compétition                                      | Lieu                 | Résultat | Performance |
| ---- | ------------------------------------------------ | -------------------- | -------- | ----------- |
| 2005 | Championnats du monde jeunesse                   | Marrakech            | 2e       | 4,30 m      |
| 2005 | Championnats panaméricains juniors               | Windsor              | 1re      | 4,10 m      |
| 2006 | Jeux d'Amérique centrale et des Caraïbes         | Carthagène des Indes | 3e       | 3,85 m      |
| 2007 | Championnats panaméricains juniors               | São Paulo            | 3e       | 4,10 m      |
| 2008 | Championnats ibéro-américains                    | Iquique              | 3e       | 4,10 m      |
| 2008 | Championnats d'Amérique centrale et des Caraïbes | Cali                 | 2e       | 4,00 m      |
| 2010 | Jeux d'Amérique centrale et des Caraïbes         | Mayagüez             | 1re      | 4,20 m      |
| 2011 | Championnats d'Amérique centrale et des Caraïbes | Mayagüez             | 1re      | 4,00 m      |

### Records
| Épreuve                     | Performance | Lieu    | Date            |
| --------------------------- | ----------- | ------- | --------------- |
| Saut à la perche            | 4,33 m      | Spokane | 23 mai 2011     |
| Saut à la perche (en salle) | 4,37 m      | Seattle | 28 janvier 2012 |